# Glorantha
Glorantha es el mundo de fantasía creado por Greg Stafford, una ambientación usada con frecuencia para varios juegos de tablero y de rol creados por él mismo, incluyendo White Bear and Red Moon, RuneQuest, Hero Wars y HeroQuest. El mundo de Glorantha está caracterizado por su compleja manera de abordar la mitología, una manera muy influida por los planteamientos universalistas de Joseph Campbell y Mircea Eliade, por su ethos howardiano, sus largas y detalladas historias descritas para juegos de rol de mesa, su desarrollo y expansión colectivos y sobre todo por su inusual carencia en Estados Unidos de las influencias tolkienianas.

## Historia del desarrollo de Glorantha
A diferencia de Dungeons & Dragons, el primer juego de rol nacido en los años setenta a partir de los llamados wargames, Glorantha nació de la experimentación con la mitología, la narración y la recreación de sociedades antiguas.
Stafford empezó imaginando Glorantha en 1966 como una forma de profundizar en su propio conocimiento de la mitología. Fundó la compañía Chaosium para publicar White Bear and Red Moon (1974), un juego de tablero ambientado en Glorantha. Más tarde, en 1978, publicaría RuneQuest, el primer juego de rol situado en Glorantha. Stafford ha explorado el universo de Glorantha en la novela fantástica El Rey de Sartar así como en un cierto número de ensayos recopilados bajo el título La biblioteca Stafford. El primer boceto de Glorantha fue redactado hacia el año 1966, cuando Greg Stafford empezaba sus estudios, como un vehículo para comprender la mitología creando la suya propia. Joseph Campbell es su gran influencia, y hay ecos de sus trabajos en muchos aspectos de Glorantha: la historia de «los aprendices de Dios» puede ser vista como un ejercicio sobre las consecuencias del monomito, y la historia del príncipe Argrath como exploración de la obra de Campbell El héroe de las mil caras.

## El universo gloranthano
En Glorantha la magia y los dioses tienen un papel preponderante. La magia opera desde el nivel más cotidiano de oradores hasta la creación y mantenimiento del mundo. La inmersión de los héroes en reinos metafísicos para ganar magia y poder pone en riesgo los cuerpos y almas de estos mismos héroes. Varias iluminaciones, como el chamanismo y el misticismo, se añaden a los elementos espirituales que componen Glorantha. 
El mundo material es plano con una bóveda celeste, y ha sido corregido lenta y vagamente por la acción mágica de los dioses. El mundo histórico de Glorantha está más o menos en declive, habiéndose recuperado, solo parcialmente, de una batalla contra el Caos.
Los humanos son la raza dominante, pero hay otros seres autoconscientes. Los patos antropomórficos (llamados «durulz» en Glorantha), los dragonewts (o «dragonuts», según la traducción oficial en castellano) y los broos son seres imaginarios inventados específicamente para Glorantha. Otras razas familiares, como elfos (llamados «aldryami» en Glorantha) y enanos (llamados «mostali» en Glorantha), son muy distintos de los arquetipos tolkienianos.